# Pavle Kozjek

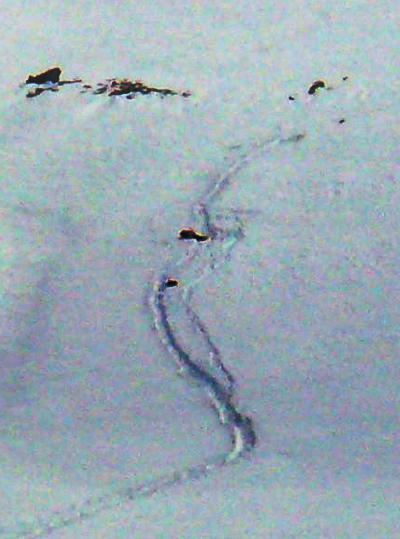
Fusillade du col de Nangpa La : Kelsang Namtso étendue dans la neige après sa mort, photo de Pavle Kozjek

Pavle Kozjek, né le 15 janvier 1959 à Setnica à proximité de Polhov Gradec en Slovénie, et décédé le 25 août 2008 dans le Karakoram au Pakistan, est un alpiniste pionnier et un photographe slovène.

## Biographie
Pavle Kozjek est membre du Ljubljana Matica Alpine Club (en). En 1997, il est le premier alpiniste slovène à escalader l’Everest sans oxygène additionnel. Le 3 juillet 2002, Pavle Kozjek et Marjan Kovac escaladent la face Nord de la Siula Grande, voie Los Rapidos. Au mois d'octobre 2006, il ouvre une nouvelle voie de la face sud-est du Cho Oyu en moins de 15 heures et a pris des photographies de la fusillade du col de Nangpa La - une embuscade de pèlerins tibétains tentant de quitter le Tibet via le col du Nangpa La. Il est le premier alpiniste à répondre à l'appel à images pour fournir des preuves visuelles d'un groupe de Tibétains sous le feu des gardes-frontières chinois alors qu'ils tentaient de s'exiler au Népal, la première fois qu'un tel incident était observé par des témoins internationaux. Pavle Kozjek a contacté le portail Web d'aventure ExplorersWeb (mounteverest.net) qui avait fait appel aux alpinistes et a transmis les mêmes images à Campagne internationale pour le Tibet. L'image publiée, transmise aux gouvernements concernés par l'affaire, représente un corps allongé dans la neige, identifié comme celui d'une nonne de 17 ans, Kelsang Namtso, de la préfecture de Nagchu au Tibet central. Pour ses réalisations, il a reçu le Piolet d'or 2006 Choix des Spectateurs.
En août 2008, Kozjek participe à une expédition avec Dejan Miškovič et Gregor Kresal pour tenter l'ascension de la tour de Mustagh dans le Karakoram au Pakistan. Le 25 août 2008, il chute lors du franchissement d'une corniche et est déclaré mort quelques jours plus tard. Il est le 19e Slovène à mourir dans l’Himalaya.